# NGC 4394
NGC 4394 je prečkasta spiralna galaktika u zviježđu Berenikinoj kosi. Otkrio ju je 1784. godine William Herschel.
Udaljena je 55 milijuna svjetlosnih godina, a veličina na nebu joj je 3,6' x 3,2, što daje stvarnu veličinu oko 41,000 x 38,000 svjetlosnih godina. NGC 4394 je veličine samo trećine Mliječnog Puta. Udaljena je samo 8' od mnogo veće lećaste galaksije Messier 85.

## Svojstva
NGC 4394 je galaksija sa svijetlim spiralnim krakovima koji izlaze na krajevima prečke koja probija središnju izbočinu galaksije. Ti krakovi su ispunjeni mladim plavim zvijezdama, kozmičkom prašinom i svijetlim, maglovitim predjelima aktivnog stvaranja zvijezda. U središtu NGC 4394 nalazi se područje ioniziranog plina poznato kao LINER. LINER je aktivno područje koja u svom spektru prikazuju karakterističan niz emisijskih linija - uglavnom slabo ionizirane atome kisika, dušika i sumpora.
Iako su LINER galaksije relativno česte, još uvijek nije jasno odakle energija dolazi u ionizaciju plina. Smatra se da se u većini slučajeva radi o utjecaju crne rupe u središtu galaksije, ali to bi moglo biti i rezultat visoke razine formiranja zvijezda. U slučaju NGC 4394, vjerojatno je da je gravitacijskom interakcijom s obližnjim susjedom Messier 85, te da je došlo do izlijevanja plina u središnju regiju galaksije, pružajući novi rezervoar materijala za poticanje crne rupe ili stvaranje novih zvijezda.

## Vanjske poveznice
- (engl.) SEDS: NGC 4394
- (engl.) Revidirani Novi opći katalog
- (engl.) Izvangalaktička baza podataka NASA-e i IPAC-a
- (engl.) Astronomska baza podataka SIMBAD
- (engl.) VizieR